# Tolentino
Tolentino là một đô thị thuộc tỉnh Macerata dans les Marches nước Ý. Đô thị này có diện tích 95,86 km², dân số thời điểm 31 tháng 12 năm 2004 là 20.032 người.
Đô thị này có làng trực thuộc: Abbadia di Fiastra, Acquasalata, Ancaiano, Asinina, Bura, Calcavenaccio, Casa di Cristo, Casone, Cisterna, Collina, Colmaggiore, Divina Pastora, Fontajello, Fontebigoncio, Grazie, Maestà, Massaccio, Pace, Parruccia, Paterno, Pianarucci, Pianciano, Pianibianchi, Portanova, Rambona, Rancia, Regnano, Ributino, Riolante, Rofanello, Rosciano, Rotondo, S.Andrea, S.Angelo, S.Bartolomeo, S.Croce, S.Diego, S.Giovanni, S.Giuseppe, S.Lucia, S.Martino, S.Rocco, Salcito, SS.Redentore, Troiano, Vaglie, Vicigliano.
Đô thị này giáp các đô thị sau: Belforte del Chienti, Camporotondo di Fiastrone, Colmurano, Corridonia, Macerata, Petriolo, Pollenza, San Ginesio, San Severino Marche, Serrapetrona, Treia, Urbisaglia.